# Il disco volante
Il disco volante és una pel·lícula italiana de 1964 de ciència-ficció còmica amb elements de fals documental paròdic dirigida per Tinto Brass i protagonitzada per Alberto Sordi. La pel·lícula compta amb el reconegut comediant en quatre papers diferents com un Carabinieri brigadiere, un venedor de formatges, un comte decadent i un sacerdot alcohòlic. Involucrant personatges de diferents estrats socials, Il disco volante és efectivament una sàtira de la societat italiana, especialment de la gent de la regió natal d'adopció de Brass, Vèneto.

## Argument
El sergent dels Carabinieri d'un poble venecià està encarregat de dur a terme investigacions sobre l'arribada d'un OVNI d'origen extraterrestre. Durant la investigació es troba interrogant a un grup de persones que afirmen haver vist realment els marcians. De fet, només la Vittoria, una camperola vídua pobra amb moltd fills, aconsegueix fer-se amb un marcià, que ven al seu amo efeminat. La seva mare, però, suprimeix el marcià, acusa la camperola de frau i envia el seu fill a un asil. Aquí, tard o d'hora, també arribaran altres personatges implicats en la història, darrerament el mateix sergent perquè tots són considerats visionaris. El sensacional esdeveniment, per tant, aviat queda enterrat en la indiferència general.

## Repartiment
- Alberto Sordi: Vincenzo Berruti / Dario Marsicano / Don Giuseppe / Comte Momi Crosara
- Monica Vitti: Dolores
- Silvana Mangano: Vittoria Laconiglia
- Eleonora Rossi Drago: Maria Meneghello
- Liana Del Balzo: Mare de Dolores
- Guido Celano: Mig germà de Vittoria
- Lars Bloch: Metge